# Ike körülmetélése
Az Ike körülmetélése (Ike’s Wee Wee) a South Park című rajzfilmsorozat 16. része (a 2. évad 3. epizódja). Elsőként 1998. május 20-án sugározták az Amerikai Egyesült Államokban.

## Cselekmény
Az epizód elején az iskolai pszichológus, Mr. Mackey tart nem túlzottan informatív drogprevenciós előadást az osztályban, miközben a gyerekek a beszédstílusa miatt folyamatosan csúfolják. Bemutatás gyanánt Mackey körbead egy kevés marihuanát, de az eltűnik és nem tudni, ki lopta el (később kiderül, Mr. Garrison volt a tettes, aki a drog hatására később a Teletubbies című sorozatot nézi). Az incidens következtében Mr. Mackey elveszíti állását, majd lakását és az emberek bizalmát valamint megbecsülését is. A hajléktalanná vált Mackey inni kezd, majd a drogokhoz nyúl és hippivé válik; találkozik egy nővel, akivel elhatározzák, hogy összeházasodnak és Indiába utaznak nászútra. Tervüket A szupercsapat című sorozat szereplői hiúsítják meg, akiket az aggódó South Park-i lakosok béreltek fel és Mackey-t akarata ellenére elvonóra viszik, ahol sikeresen „kikúrálják” függőségéből.
Kyle meghívja a többieket az öccse, Ike bris-ére (habár nem tudja, pontosan mit jelent ez az ünnep), de Stan hamar kideríti, hogy Ike-ot körül fogják „vetélni”; ezután tévesen azt hiszik, ez azt jelenti, hogy levágják Ike nemi szervét. Hogy öccsét megmentse, Kyle felcsempészi egy Nebraskába tartó vonatra és csontokból készít egy hamis Ike-babát. Amikor azonban a bábut Kyle szülei láttára elragadja egy kutya (melyet ezután nem sokkal egy kamion gázol el) mindenki azt hiszi, Ike meghalt. A temetésen Kyle szüleitől megtudja, hogy Ike nem a vér szerinti öccse volt, hanem Kanadából fogadták örökbe. A családi titkot hallva Kyle dühösen bevallja nekik az igazságot. Ők Nebraskába sietnek és megtalálják Ike-ot – akit asztallábnak használtak egy bárban –, de Kyle továbbra sem fogadja őt el testvérének, ezért szülei szobafogságra ítélik.
A ceremónia előtt Kyle a szobájában duzzog, de amikor a rabbi érkezésekor Ike nála keres menedéket, megenyhül és a védelmébe veszi öccsét. A felnőttek gyorsan elmagyarázzák neki, hogy a körülmetélés során a nemi szervet csak „megkopasztják, hogy később nagyobbnak tűnjön”; ezután Stan és Cartman is körül akarja metéltetni magát.
Az epizód végén Mr. Mackey ismét előadást tart a drogos élményeiről és a lehetséges veszélyekről, miközben a gyerekek csúfolják – tehát minden visszatért a normális kerékvágásba.

## Kenny halála
- Ike temetése után Kenny beleesik egy kiásott sírgödörbe, majd egy sírkő rázuhan; ezután szinte azonnal megtartják az ő temetését is. Kenny később mégis sértetlenül látható az osztályteremben, de Mr. Mackey beszéde alatt ismét üresen áll a padja.

## Utalások
- Mr. Mackey részegen Pat Benatar „Love Is a Battlefield” című dalát énekli (amely később az Indián Casino című epizódban is hallható volt).
- Az LSD-vel kapcsolatban Mr. Mackey megemlíti John Lennon és Paul McCartney nevét.

## Bakik
- Az epizód szerint Mr. Mackey feje a túl szoros nyakkendője miatt nagy, később azonban kiderül, ez nála családi örökség.
- Kenny a halála után is látható a teremben.
- Kyle legalább hat évvel idősebb Ike-nál, tehát elvileg tudnia kellett volna öccse örökbefogadásáról.